# Ari Vatanen

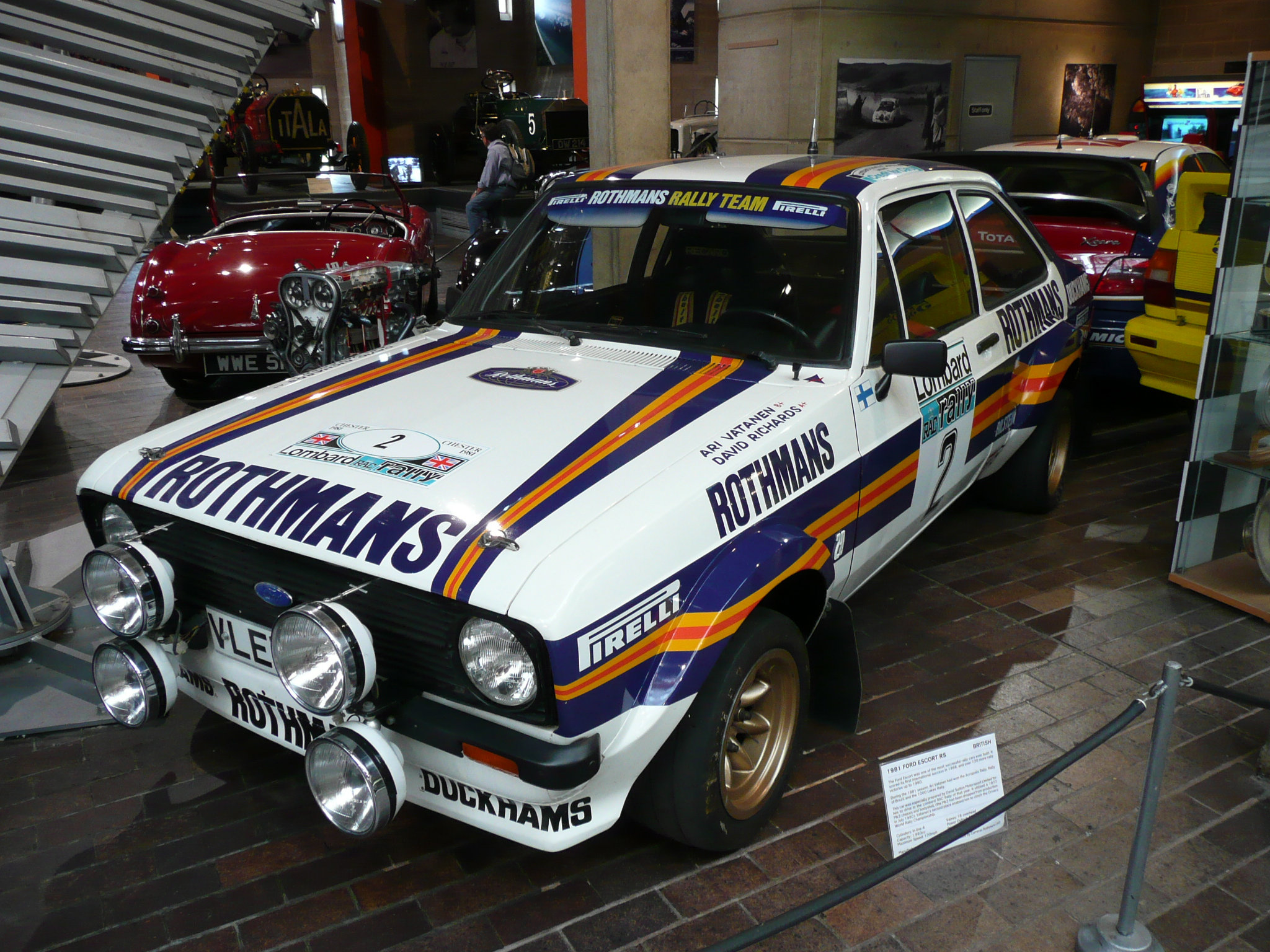
Ford Escort, cotxe d'Ari Vatanen el 1981.

Ari Vatanen (nat a Tuupovaara, actualment part de Joensuu, Finlàndia, el 27 d'abril de 1952) fou un corredor de ral·lis, actualment polític i membre del Parlament Europeu.
Debutà professionalment en el món dels ral·lis el 1970, guanyant el títol del Campionat Mundial de Ral·lis el 1981 al volant d'un Ford Escort RS1800. Altres marques amb les que ha participat en el mundial de rallies són Opel, Peugeot, Subaru, BMW i Mitsubishi. Guanyà el París-Dakar quatre vegades en la categoria de cotxes: tres amb Peugeot (1987, 1989 i 1990) i una amb Citroën (1991). Darrerament ha tornat a córrer aquest ral·li, amb Nissan (2003, 2004 i 2005) i amb Volkswagen (2007).
Després de passar molts anys treballant amb equips francesos, el 1993 s'establí al sud de França, on comprà una granja i un celler. S'involucrà en el món de la política, essent escollit membre del Parlament Europeu el 1999 per la llista del partit conservador finlandès (Coalició Nacional) malgrat seguir vivint a França. El 2004 fou reescollit, aquest cop com a membre de la llista de la conservadora Unió per a un Moviment Popular francesa.
S'ha dedicat especialment a temes de transport, imposts sobre els cotxes, ajuda al desenvolupament i política agrícola. És un gran detractor de la política de subvenció del ferrocarril en detriment de la inversió en carreteres.

## Victòries al WRC
|    | Ral·li                 | Any  | Copilot        | Vehicle              |
| -- | ---------------------- | ---- | -------------- | -------------------- |
| 1  | Ral·li Acròpolis       | 1980 | David Richards | Ford Escort RS1800   |
| 2  | Ral·li Acròpolis       | 1981 | David Richards | Ford Escort RS1800   |
| 3  | Ral·li del Brasil      | 1981 | David Richards | Ford Escort RS1800   |
| 4  | Ral·li dels 1000 Llacs | 1981 | David Richards | Ford Escort RS1800   |
| 5  | Ral·li Safari          | 1983 | Terry Harryman | Opel Ascona 400      |
| 6  | Ral·li dels 1000 Llacs | 1984 | Terry Harryman | Peugeot 205 Turbo 16 |
| 7  | Ral·li de Sanremo      | 1984 | Terry Harryman | Peugeot 205 Turbo 16 |
| 8  | RAC Ral·li             | 1984 | Terry Harryman | Peugeot 205 Turbo 16 |
| 9  | Ral·li de Monte-Carlo  | 1985 | Terry Harryman | Peugeot 205 Turbo 16 |
| 10 | Ral·li de Suècia       | 1985 | Terry Harryman | Peugeot 205 Turbo 16 |